# Epinephelus fasciatus
Epinephelus fasciatus · Mérou oriflamme, Mérou badèche, Loche rouge
Espèce
Statut de conservation UICN

 LC  : Préoccupation mineure
Epinephelus fasciatus, communément nommé Mérou oriflamme,  Loche rouge entre autres noms vernaculaires, est une espèce de poissons marins de la famille des Serranidae.
Le Mérou oriflamme est présent dans les eaux tropicales de l'Indo-Pacifique, Mer Rouge incluse.

## Description
Ce poisson peut atteindre une taille de 40 cm de long mais la taille couramment observée est de 22 cm.

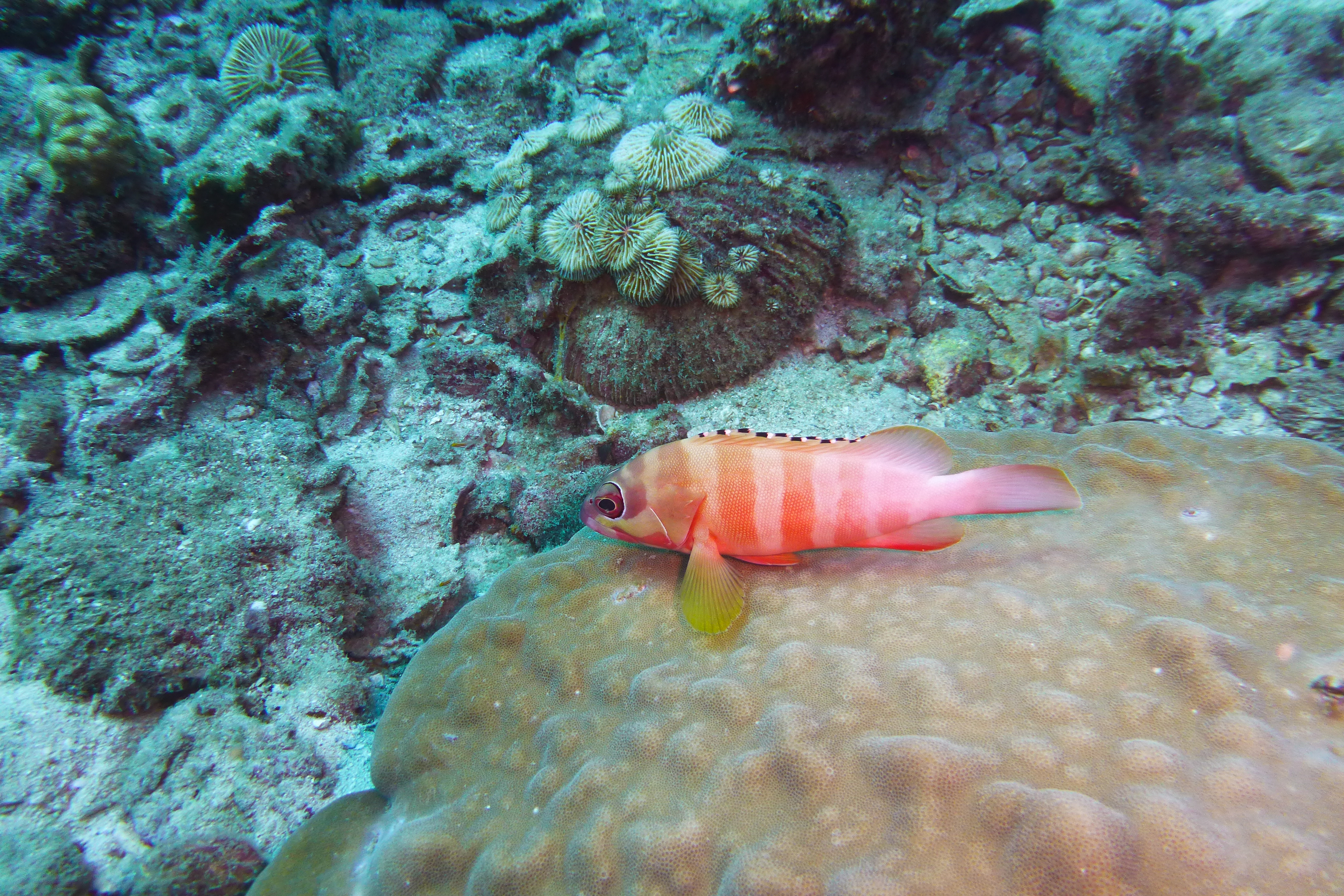
Mérou oriflamme, île de Ko Tao, Thaïlande

## Synonymes taxonomiques
- Cerna alexandrina (Valenciennes, 1828)
- Cerna chrysotaenia (non Doderlein, 1882)
- Epinephalus alexandrinus (Valenciennes, 1828)
- Epinephalus fasciatus (Forsskal, 1775)
- Epinephelus alexandrinus (Valenciennes, 1828)
- Epinephelus emoryi Schultz, 1953
- Epinephelus goreensis (non Valenciennes, 1830)
- Epinephelus spiramen (non Whitley, 1945)
- Epinephelus tsirimenara (Temminck & Schlegeli, 1842)
- Epinephelus variolosus (Valenciennes, 1828)
- Epinephelus zapyrus Seale, 1906
- Epinephelus zaslavskii (non Poll, 1949)
- Holocentrus erythraceus Bloch & Schneider, 1901
- Holocentrus forskael Lacepede, 1802
- Holocentrus marinatus Lacepede, 1802
- Holocentrus oceanicus Lacepede, 1802
- Holocentrus rosmarus Lacepede, 1802
- Perca fasciata Forsskal, 1775
- Perca maculata Forster, 1844
- Plectropoma fasciata (Forsskal, 1775)
- Serranus alexandrinus (Valenciennes, 1828)
- Serranus cruentatus De Vis, 1884
- Serranus fasciatus (Forsskal, 1775)
- Serranus geometricus De Vis, 1844
- Serranus marginalis (Bloch, 1793)
- Serranus oceanicus (Lacepede, 1802)
- Serranus subfasciatus De Vis, 1884
- Serranus tsirimenara Temminck & Schlegeli, 1842
- Serranus variolosus Valenciennes, 1828